# Національна свідомість
Націона́льна свідо́мість — сукупність соціальних, економічних, політичних, моральних, етичних, філософських, релігійних поглядів, норм поведінки, звичаїв і традицій, ціннісних орієнтацій та ідеалів, в яких виявляються особливості життєдіяльності націй та етносів.

## Складові національної свідомості
- сприйняття оточуючого світу та ставлення до нього;
- усвідомлення національно-етнічної належності;
- ставлення до історії та культури своєї національно-етнічної спільноти;
- ставлення до представників інших націй і національностей;
- патріотичні почуття та патріотична самосвідомість;
- усвідомлення національно-державної спільності.

## Рівні національної свідомості
Виокремлюють два рівні національної свідомості:
- буденна свідомість — багаторівневе, багатогранне, суперечливе і рухливе утворення, що є результатом синтезу природно-біологічного і соціального розвитку багатьох поколінь представників національно-етнічної спільноти.

До структури буденної свідомості належать:
- повсякденні потреби, інтереси, система цінностей, установок, почуттів і настроїв і т. ін., які виявляються у національному характері людей;
- звичаї та традиції, в яких закодована соціальна пам'ять народу і які виступають нормативами його діяльності, передаючись із покоління в покоління;
- теоретична свідомість — узагальнена, науково обґрунтована, соціально-політично зорієнтована система поглядів про життєвий шлях, місце і цілі розвитку нації.

Структура теоретичної свідомості містить:
- норми, цінності та зразки поведінки представників певної національно-етнічної спільноти;
- ідеологію нації;
- національну ідею.
За змістом національна свідомість виступає діалектичною єдністю загальнолюдського і національного, в якій загальнолюдське виявляється у неповторному бутті нації.

## Національна самосвідомість
Основою національної свідомості виступає національна самосвідомість.
М. Й. Боришевський визначає національну самосвідомість як «усвідомлення особистістю себе часткою певної національної (етнічної) спільноти та оцінку себе як носія національних (етнічних) цінностей, що склалися в процесі тривалого історичного розвитку національної спільноти, її самореалізації як суб'єкта соціальної дійсності».
Національна самосвідомість — «відносно стійка, усвідомлена, що переживається як неповторна, система уявлень індивіда про себе як про представника певної нації» (A.C. Баронін).
Національна самосвідомість — сукупність поглядів, знань, оцінок, ідеалів, що відображають специфічний зміст, рівень і особливості уявлень представників національної спільності про минуле, сучасне і майбутнє свого розвитку, про місце та призначення серед інших спільнот і характер взаємовідносин з ними. Національна самосвідомість відображає ступінь засвоєння елементів загальнонаціональної свідомості окремими представниками нації.
Відокремлюють два рівні національної самосвідомості:
1) низький (досить часто підсвідомий) — емоційно відчужене співпереживання власної єдності з іншими представниками етнічної спільноти (етнічна ідентичність);
2) високий — раціональне, глибоке усвідомлення національної належності (національна ідентичність).

### Національна ідентичність
Національна ідентичність — усвідомлення людиною власної належності до певної національної групи, що має свою назву, власну історичну територію, спільні міфи, історичну пам'ять, спільну масову громадську культуру, свою мову, спільну економіку, однакові для всіх юридичні права та обов'язки.
До структури національної ідентичності як складової національної самосвідомості належать три компоненти:
- когнітивний (знання про національну спільноту та знання про себе як члена даної спільноти);
- емоційно-оцінний (національна самоповага чи зневага, національна гордість чи сором);
- поведінковий (відповідні дії та вчинки, що зумовлені двома попередньо згаданими компонентами).

Важливими психологічними механізмами формування національної самосвідомості виступають національна ідентифікація та рефлексія.

### Розвиток національної самосвідомості
Розвиток національної самосвідомості передбачає появу таких національних почуттів: почуття любові до своєї Батьківщини, свого народу, національної культури і рідної мови; почуття причетності до долі свого народу, своєї країни; почуття національної гордості чи національного невдоволення; готовності й волі до здійснення національної мети.
Отже, національна самосвідомість — самоусвідомлення та самооцінювання власного «Я» як представника певної національності, свідомого та активного виразника національних інтересів, невід'ємної частки свого народу, його національного духу і долі.